# Mihály Bächer
Mihály Bächer (Budapest, 22 de juliol, 1924 - idem., 6 d'abril, 1993), va ser pianista, professor a l'Acadèmia de Música Liszt Ferenc, dues vegades guanyador del Premi Liszt Ferenc i un artista meritori. Les seves interpretacions de Liszt i Beethoven es consideren destacades. El seu fill Iván Bächer és escriptor i periodista.

## Biografia
Bächer era fill de Károly Bächer (1888–1969), empleat privat, i Erzsébet Thury (1899–1971). Es va graduar a l'Institut Reformat del carrer Lónyay de Budapest,[2] i després va continuar els seus estudis a l'Acadèmia Nacional de Música, l'escola de música més antiga de Budapest. Més tard, va estudiar piano a l'Acadèmia de Música Liszt Ferenc de Budapest, on els seus professors van ser György Faragó i Béla Böszörményi-Nagy.
El 1956, va guanyar el segon premi al Concurs Internacional de Piano Liszt de Budapest. A partir del 1962, va ensenyar piano a l'Acadèmia de Música Liszt Ferenc, amb Pál Kadosa i Zoltán Horusitzky com a companys professors. Ha publicat nombrosos enregistraments, incloent-hi obres de Beethoven, Liszt, Brahms i compositors hongaresos contemporanis. Va fer gires per diversos països europeus i va actuar amb gran èxit al Japó, la Xina, l'Iran i la Unió Soviètica. Va ser solista de la Filharmònica Nacional fins al 1987.
El seu avi, Zoltán Thury, és escriptor i periodista; la seva tieta, Zsuzsa Thury, és escriptora. La seva esposa, Erika Malecz. El seu fill, Iván Bächer, és escriptor, periodista i publicista, i la seva filla, Anna Bächer. Els germans de la seva àvia materna, Dávid Jónás i Zsigmond Jónás, són arquitectes.

## Discografia
- Beethoven, Ludwig van: Sonata per a piano (Hungaroton, 1978)
- Els instruments de la música clàssica Vol. 6-10 (Laserlight, 1990)
- Beethoven: Classicisme vienès en moviments lents - 3. (Hungaroton, 1999)
- 50 anys de Hungaroton - Intèrprets de piano (1951-2001) (Hungaroton, 2001)
- Beethoven, Ludwig van: Sonata per a piano núm. 14 en do sostingut menor "Clar de lluna" Op. 27,2 (Qualiton SLPX 11414, é.n.)
- Beethoven, Ludwig van: Sonata per a piano núm. 27 en mi menor Op. 90 (Qualiton SLPX 11414, é.n.)
- Beethoven, Ludwig van: Sonata per a piano núm. 32 en do menor Op. 111 (Qualiton SLPX 11414, é.n.)

== Premis i reconeixements
- Premi Liszt Ferenc (1953, 1959)
- Artista Meritori (1973)
- Grau d'or de l'Orde del Mèrit al Treball (1982)

## Források
- Adatlapja a BMC oldalán
- A BMC oldalán talált, de az adatlapján fel nem sorolt előadásai
- Nagy elődök - ismertető a Zeneakadémia oldalán